# WTA-toernooi van Hobart
Het WTA-toernooi van Hobart is een jaarlijks terugkerend tennistoernooi voor vrouwen dat wordt georganiseerd in de Australische plaats Hobart. De officiële naam van het toernooi is Hobart International.
De WTA organiseert het toernooi dat in de categorie "International" valt en wordt gespeeld op hardcourt. Het toernooi wordt sinds 1994 gehouden.
In 2000 was de Belgische Kim Clijsters de sterkste en in 1997 haar landgenote Dominique Van Roost. De Nederlandse Michaëlla Krajicek won in 2006. In 2017 won de Belgische Elise Mertens er haar eerste WTA-titel. In 2018 werd Mertens de eerste speelster ooit die er tweemaal de enkelspeltitel pakte.
In 2015 won de Nederlandse Kiki Bertens er de dubbelspeltitel samen met de Zweedse Johanna Larsson. In 2018 won de Nederlandse Demi Schuurs aan de zijde van de Belgische Elise Mertens, Mertens was pas de tweede speelster in de geschiedenis van het toernooi die zowel de enkel- als dubbelspeltitel won in hetzelfde jaar.

## Officiële namen
| 1971–1973  | Tasmanian Championships                |
| 1994       | Tasmanian International                |
| 1995–1996  | Schweppes Tasmanian International Open |
| 1997–2002  | ANZ Tasmanian International            |
| 2003–2013  | Moorilla International                 |
| 2014–heden | Hobart International                   |

## Meervoudig winnaressen enkelspel
| speelster     | aantal titels | in de jaren |
| ------------- | ------------- | ----------- |
| Elise Mertens | 2             | 2017, 2018  |

## Enkel- en dubbelspeltitel in één jaar
| speelster     | in het jaar |
| ------------- | ----------- |
| Zheng Jie     | 2005        |
| Elise Mertens | 2018        |

## Finales

### Enkelspel
| Datum      | Naam                                    | Cat.                                    | ($)                                     | Ondergrond                              | Winnares                                | Verliezend finaliste                    | Uitslag                                 | Ref                                     |
| ---------- | --------------------------------------- | --------------------------------------- | --------------------------------------- | --------------------------------------- | --------------------------------------- | --------------------------------------- | --------------------------------------- | --------------------------------------- |
| 1971-01-05 | Tasmanian Championships                 |                                         |                                         | gras, buiten                            | Gail Chanfreau                          | Kerry Harris                            | 6-1, 2-6, 6-2                           | [ 2 ]                                   |
| 1972-01-10 | Tasmanian Championships                 |                                         |                                         | gras, buiten                            | Olga Morozova                           | Mona Schallau                           | 6-3, 6-3                                | [ 3 ]                                   |
| 1973-12-17 | Tasmanian Championships                 |                                         |                                         | gras, buiten                            | Dianne Fromholtz                        | Helen Gourlay                           | 6-4, 4-6, 6-4                           | [ 4 ]                                   |
| 1974–1993  | geen toernooi                           | geen toernooi                           | geen toernooi                           | geen toernooi                           | geen toernooi                           | geen toernooi                           | geen toernooi                           | geen toernooi                           |
| 1994-01-10 | Tasmanian International                 | Tier IV                                 | 100.000                                 | hardcourt, buiten                       | Mana Endo                               | Rachel McQuillan                        | 6-1, 6-7, 6-4                           | details                                 |
| 1995-01-09 | Schweppes Tasmanian Int’l Open          | Tier IV                                 | 107.000                                 | hardcourt, buiten                       | Leila Meschi                            | Li Fang                                 | 6-2, 6-3                                | details                                 |
| 1996-01-08 | Schweppes Tasmanian Int’l Open          | Tier IV                                 | 107.500                                 | hardcourt, buiten                       | Julie Halard                            | Mana Endo                               | 6-1, 6-2                                | details                                 |
| 1997-01-06 | ANZ Tasmanian International             | Tier IV                                 | 107.500                                 | hardcourt, buiten                       | Dominique Van Roost                     | Marianne Werdel-Witmeyer                | 6-3, 6-3                                | details                                 |
| 1998-01-11 | ANZ Tasmanian International             | Tier IV                                 | 107.500                                 | hardcourt, buiten                       | Patty Schnyder                          | Dominique Van Roost                     | 6-3, 6-2                                | details                                 |
| 1999-01-10 | ANZ Tasmanian International             | Tier IVb                                | 110.000                                 | hardcourt, buiten                       | Chanda Rubin                            | Rita Grande                             | 6-2, 6-3                                | details                                 |
| 2000-01-09 | ANZ Tasmanian International             | Tier IVb                                | 110.000                                 | hardcourt, buiten                       | Kim Clijsters                           | Chanda Rubin                            | 2-6, 6-2, 6-2                           | details                                 |
| 2001-01-07 | ANZ Tasmanian International             | Tier V                                  | 110.000                                 | hardcourt, buiten                       | Rita Grande                             | Jennifer Hopkins                        | 0-6, 6-3, 6-3                           | details                                 |
| 2002-01-06 | ANZ Tasmanian International             | Tier V                                  | 110.000                                 | hardcourt, buiten                       | Martina Suchá                           | A Medina Garrigues                      | 7-6, 6-1                                | details                                 |
| 2003-01-05 | Moorilla International                  | Tier V                                  | 110.000                                 | hardcourt, buiten                       | Alicia Molik                            | Amy Frazier                             | 6-2, 4-6, 6-4                           | details                                 |
| 2004-01-11 | Moorilla International                  | Tier V                                  | 110.000                                 | hardcourt, buiten                       | Amy Frazier                             | Shinobu Asagoe                          | 6-3, 6-3                                | details                                 |
| 2005-01-09 | Moorilla International                  | Tier V                                  | 110.000                                 | hardcourt, buiten                       | Zheng Jie                               | Gisela Dulko                            | 6-2, 6-0                                | details                                 |
| 2006-01-08 | Moorilla International                  | Tier IV                                 | 145.000                                 | hardcourt, buiten                       | Michaëlla Krajicek                      | Iveta Benešová                          | 6-2, 6-1                                | details                                 |
| 2007-01-07 | Moorilla International                  | Tier IV                                 | 170.000                                 | hardcourt, buiten                       | Anna Tsjakvetadze                       | Vasilisa Bardina                        | 6-3, 7-6                                | details                                 |
| 2008-01-06 | Moorilla International                  | Tier IV                                 | 170.000                                 | hardcourt, buiten                       | Eléni Daniilídou                        | Vera Zvonarjova                         | forfait                                 | details                                 |
| 2009-01-11 | Moorilla International                  | International                           | 220.000                                 | hardcourt, buiten                       | Petra Kvitová                           | Iveta Benešová                          | 7-5, 6-1                                | details                                 |
| 2010-01-10 | Moorilla International                  | International                           | 220.000                                 | hardcourt, buiten                       | Aljona Bondarenko                       | Shahar Peer                             | 6-2, 6-4                                | details                                 |
| 2011-01-09 | Moorilla International                  | International                           | 220.000                                 | hardcourt, buiten                       | Jarmila Groth                           | Bethanie Mattek-Sands                   | 6-4, 6-3                                | details                                 |
| 2012-01-08 | Moorilla International                  | International                           | 220.000                                 | hardcourt, buiten                       | Mona Barthel                            | Yanina Wickmayer                        | 6-1, 6-2                                | details                                 |
| 2013-01-06 | Moorilla International                  | International                           | 235.000                                 | hardcourt, buiten                       | Jelena Vesnina                          | Mona Barthel                            | 6-3, 6-4                                | details                                 |
| 2014-01-05 | Hobart International                    | International                           | 250.000                                 | hardcourt, buiten                       | Garbiñe Muguruza                        | Klára Zakopalová                        | 6-4, 6-0                                | details                                 |
| 2015-01-11 | Hobart International                    | International                           | 250.000                                 | hardcourt, buiten                       | Heather Watson                          | Madison Brengle                         | 6-3, 6-4                                | details                                 |
| 2016-01-10 | Hobart International                    | International                           | 250.000                                 | hardcourt, buiten                       | Alizé Cornet                            | Eugenie Bouchard                        | 6-1, 6-2                                | details                                 |
| 2017-01-08 | Hobart International                    | International                           | 250.000                                 | hardcourt, buiten                       | Elise Mertens                           | Monica Niculescu                        | 6-3, 6-1                                | details                                 |
| 2018-01-07 | Hobart International                    | International                           | 250.000                                 | hardcourt, buiten                       | Elise Mertens                           | Mihaela Buzărnescu                      | 6-1, 4-6, 6-3                           | details                                 |
| 2019-01-07 | Hobart International                    | International                           | 250.000                                 | hardcourt, buiten                       | Sofia Kenin                             | Anna Karolína Schmiedlová               | 6-3, 6-0                                | details                                 |
| 2020-01-13 | Hobart International                    | International                           | 275.000                                 | hardcourt, buiten                       | Jelena Rybakina                         | Zhang Shuai                             | 7-6, 6-3                                | details                                 |
| 2021–2022  | geen toernooi, wegens de coronapandemie | geen toernooi, wegens de coronapandemie | geen toernooi, wegens de coronapandemie | geen toernooi, wegens de coronapandemie | geen toernooi, wegens de coronapandemie | geen toernooi, wegens de coronapandemie | geen toernooi, wegens de coronapandemie | geen toernooi, wegens de coronapandemie |
| 2023-01-09 | Hobart International                    | WTA 250                                 | 259.303                                 | hardcourt, buiten                       | Lauren Davis                            | Elisabetta Cocciaretto                  | 7-6, 6-2                                | details                                 |
| 2024-01-08 | Hobart International                    | WTA 250                                 | 267.082                                 | hardcourt, buiten                       | Emma Navarro                            | Elise Mertens                           | 6-1, 4-6, 7-5                           | details                                 |
| 2025-01-06 | Hobart International                    | WTA 250                                 | 275.094                                 | hardcourt, buiten                       | McCartney Kessler                       | Elise Mertens                           | 6-4, 3-6, 6-0                           | details                                 |

### Dubbelspel
| Datum      | Naam                                    | Cat.                                    | ($)                                     | Ondergrond                              | Winnaressen                              | Verliezend finalistes                   | Uitslag                                 | Ref                                     |
| ---------- | --------------------------------------- | --------------------------------------- | --------------------------------------- | --------------------------------------- | ---------------------------------------- | --------------------------------------- | --------------------------------------- | --------------------------------------- |
| 1971-01-05 | Tasmanian Championships                 |                                         |                                         | gras, buiten                            | Patti Hogan Olga Morozova                | Brenda Kirk Laura Rossouw               | 6-2, 6-0                                | [ 2 ]                                   |
| 1972-01-10 | Tasmanian Championships                 |                                         |                                         | gras, buiten                            | Mona Schallau Janet Young                | Barbara Hawcroft Olga Morozova          | 6-3, 6-2                                | [ 3 ]                                   |
| 1973-12-17 | Tasmanian Championships                 |                                         |                                         | gras, buiten                            | Helen Gourlay Karen Krantzcke            | Jackie Fayter Dianne Fromholtz          | 6-2, 6-1                                | [ 4 ]                                   |
| 1974–1993  | geen toernooi                           | geen toernooi                           | geen toernooi                           | geen toernooi                           | geen toernooi                            | geen toernooi                           | geen toernooi                           | geen toernooi                           |
| 1994-01-10 | Tasmanian International                 | Tier IV                                 | 100.000                                 | hardcourt, buiten                       | Linda Wild Chanda Rubin                  | Jenny Byrne Rachel McQuillan            | 7-5, 4-6, 7-6                           | details                                 |
| 1995-01-09 | Schweppes Tasmanian Int’l Open          | Tier IV                                 | 107.000                                 | hardcourt, buiten                       | Kyōko Nagatsuka Ai Sugiyama              | Manon Bollegraf Larisa Neiland          | 2-6, 6-4, 6-2                           | details                                 |
| 1996-01-08 | Schweppes Tasmanian Int’l Open          | Tier IV                                 | 107.500                                 | hardcourt, buiten                       | Yayuk Basuki Kyōko Nagatsuka             | Kerry-Anne Guse Park Sung-hee           | 7-6, 6-3                                | details                                 |
| 1997-01-06 | ANZ Tasmanian International             | Tier IV                                 | 107.500                                 | hardcourt, buiten                       | Naoko Kijimuta Nana Miyagi               | Barbara Rittner Dominique Van Roost     | 6-3, 6-1                                | details                                 |
| 1998-01-11 | ANZ Tasmanian International             | Tier IV                                 | 107.500                                 | hardcourt, buiten                       | V Ruano Pascual Paola Suárez             | Julie Halard-Decugis Janette Husárová   | 7-6, 6-3                                | details                                 |
| 1999-01-10 | ANZ Tasmanian International             | Tier IVb                                | 110.000                                 | hardcourt, buiten                       | Mariaan de Swardt Olena Tatarkova        | A Dechaume-Balleret Émilie Loit         | 6-1, 6-2                                | details                                 |
| 2000-01-09 | ANZ Tasmanian International             | Tier IVb                                | 110.000                                 | hardcourt, buiten                       | Rita Grande Émilie Loit                  | Kim Clijsters Alicia Molik              | 6-2, 2-6, 6-3                           | details                                 |
| 2001-01-07 | ANZ Tasmanian International             | Tier V                                  | 110.000                                 | hardcourt, buiten                       | Cara Black Jelena Lichovtseva            | Ruxandra Dragomir V Ruano Pascual       | 6-4, 6-1                                | details                                 |
| 2002-01-06 | ANZ Tasmanian International             | Tier V                                  | 110.000                                 | hardcourt, buiten                       | Tathiana Garbin Rita Grande              | Catherine Barclay Christina Wheeler     | 6-2, 7-6                                | details                                 |
| 2003-01-05 | Moorilla International                  | Tier V                                  | 110.000                                 | hardcourt, buiten                       | Cara Black Jelena Lichovtseva            | Barbara Schett Patricia Wartusch        | 7-5, 7-6                                | details                                 |
| 2004-01-11 | Moorilla International                  | Tier V                                  | 110.000                                 | hardcourt, buiten                       | Shinobu Asagoe Seiko Okamoto             | Els Callens Barbara Schett              | 2-6, 6-4, 6-3                           | details                                 |
| 2005-01-09 | Moorilla International                  | Tier V                                  | 110.000                                 | hardcourt, buiten                       | Yan Zi Zheng Jie                         | A Medina Garrigues Dinara Safina        | 6-4, 7-5                                | details                                 |
| 2006-01-08 | Moorilla International                  | Tier IV                                 | 145.000                                 | hardcourt, buiten                       | Émilie Loit Nicole Pratt                 | Jill Craybas Jelena Kostanić            | 6-2, 6-1                                | details                                 |
| 2007-01-07 | Moorilla International                  | Tier IV                                 | 170.000                                 | hardcourt, buiten                       | Jelena Lichovtseva Jelena Vesnina        | A Medina Garrigues V Ruano Pascual      | 2-6, 6-1, 6-2                           | details                                 |
| 2008-01-06 | Moorilla International                  | Tier IV                                 | 170.000                                 | hardcourt, buiten                       | A Medina Garrigues V Ruano Pascual       | Eléni Daniilídou Jasmin Wöhr            | 6-2, 6-4                                | details                                 |
| 2009-01-11 | Moorilla International                  | International                           | 220.000                                 | hardcourt, buiten                       | Gisela Dulko Flavia Pennetta             | Aljona Bondarenko Kateryna Bondarenko   | 6-2, 7-6                                | details                                 |
| 2010-01-10 | Moorilla International                  | International                           | 220.000                                 | hardcourt, buiten                       | Chuang Chia-jung Květa Peschke           | Chan Yung-jan Monica Niculescu          | 3-6, 6-3, [10-7]                        | details                                 |
| 2011-01-09 | Moorilla International                  | International                           | 220.000                                 | hardcourt, buiten                       | Sara Errani Roberta Vinci                | Kateryna Bondarenko Līga Dekmeijere     | 6-3, 7-5                                | details                                 |
| 2012-01-08 | Moorilla International                  | International                           | 220.000                                 | hardcourt, buiten                       | Irina-Camelia Begu Monica Niculescu      | Chuang Chia-jung Marina Erakovic        | 6-7, 7-6, [10-5]                        | details                                 |
| 2013-01-06 | Moorilla International                  | International                           | 235.000                                 | hardcourt, buiten                       | Garbiñe Muguruza María Teresa Torró Flor | Tímea Babos Mandy Minella               | 6-3, 7-6                                | details                                 |
| 2014-01-05 | Hobart International                    | International                           | 250.000                                 | hardcourt, buiten                       | Monica Niculescu Klára Zakopalová        | Lisa Raymond Zhang Shuai                | 6-2, 6-7, [10-8]                        | details                                 |
| 2015-01-11 | Hobart International                    | International                           | 250.000                                 | hardcourt, buiten                       | Kiki Bertens Johanna Larsson             | Vitalia Djatsjenko Monica Niculescu     | 7-5, 6-3                                | details                                 |
| 2016-01-10 | Hobart International                    | International                           | 250.000                                 | hardcourt, buiten                       | Han Xinyun Christina McHale              | Kimberly Birrell Jarmila Wolfe          | 6-3, 6-0                                | details                                 |
| 2017-01-08 | Hobart International                    | International                           | 250.000                                 | hardcourt, buiten                       | Raluca Olaru Olha Savtsjoek              | Gabriela Dabrowski Yang Zhaoxuan        | 0-6, 6-4, [10-5]                        | details                                 |
| 2018-01-07 | Hobart International                    | International                           | 250.000                                 | hardcourt, buiten                       | Elise Mertens Demi Schuurs               | Ljoedmyla Kitsjenok Makoto Ninomiya     | 6-2, 6-2                                | details                                 |
| 2019-01-07 | Hobart International                    | International                           | 250.000                                 | hardcourt, buiten                       | Chan Hao-ching Latisha Chan              | Kirsten Flipkens Johanna Larsson        | 6-3, 3-6, [10-6]                        | details                                 |
| 2020-01-13 | Hobart International                    | International                           | 275.000                                 | hardcourt, buiten                       | Nadija Kitsjenok Sania Mirza             | Peng Shuai Zhang Shuai                  | 6-4, 6-4                                | details                                 |
| 2021–2022  | geen toernooi, wegens de coronapandemie | geen toernooi, wegens de coronapandemie | geen toernooi, wegens de coronapandemie | geen toernooi, wegens de coronapandemie | geen toernooi, wegens de coronapandemie  | geen toernooi, wegens de coronapandemie | geen toernooi, wegens de coronapandemie | geen toernooi, wegens de coronapandemie |
| 2023-01-09 | Hobart International                    | WTA 250                                 | 259.303                                 | hardcourt, buiten                       | Kirsten Flipkens Laura Siegemund         | Viktorija Golubic Panna Udvardy         | 6-4, 7-5                                | details                                 |
| 2024-01-08 | Hobart International                    | WTA 250                                 | 267.082                                 | hardcourt, buiten                       | Chan Hao-ching Giuliana Olmos            | Guo Hanyu Jiang Xinyu                   | 6-3, 6-3                                | details                                 |
| 2025-01-06 | Hobart International                    | WTA 250                                 | 275.094                                 | hardcourt, buiten                       | Jiang Xinyu Wu Fang-hsien                | Monica Niculescu Fanny Stollár          | 6-1, 7-6                                | details                                 |